# 金洲镇
金洲镇（原名“全民乡”、“金洲乡”）是中国湖南省宁乡市下辖镇。地理上，金洲处宁乡市东北边缘，西北隔沩水与双江口镇相望，东连望城区乌山街道，南接夏铎铺镇，西与历经铺乡毗邻。辖域面积62.1平方公里，人口3.1万人（2000年人口普查27,223人）。

## 历史
由原全民乡和泉塘乡于1995年合并设立全民乡，2007年“全民乡”改名“金洲乡”，2010年“金洲乡”改为镇建制。

## 区划
截止2016年，金洲镇有2个社区，关山社区和全民社区，4个村，同兴村、箭楼村、颜塘村和龙桥村。

## 地理
沩水由南向北汇入湘江。

## 交通
金洲大道连接长沙与宁乡城区。
石长铁路穿过金洲镇。
长张高速长益段途径金洲镇。

## 旅游景点
关山古镇是当地知名旅游景点。